# Heterolinyphia
Heterolinyphia Wunderlich, 1973 è un genere di ragni appartenente alla famiglia Linyphiidae.

## Distribuzione
Le due specie oggi note di questo genere sono state rinvenute in Nepal, Bhutan e Kashmir.

## Tassonomia
Dal 1999 non sono stati esaminati esemplari di questo genere.
A giugno 2012, si compone di due specie:
- Heterolinyphia secunda Thaler, 1999 — Bhutan
- Heterolinyphia tarakotensis Wunderlich, 1973[3] — Nepal, Kashmir